# Houghton-le-Spring
Houghton-le-Spring is een voormalige mijnplaats in het bestuurlijke gebied Tyne and Wear. 